# 単独行者
『単独行者』（アラインゲンガー、Alleingänger）は、谷甲州による日本の小説。
大正から昭和にかけ、ガイドを連れた登山が当たり前だった時代、ガイドに頼らず、一人で次々と冬山を踏破した登山家・加藤文太郎の生涯を、史実を元に描き出した山岳小説。
作者が20代前半の頃、我流で冬山の単独行を繰り返していた時期に加藤の『単独行』を読み、「いつか加藤文太郎の物語を書こう」と心に決めたという。早稲田大学山岳部の記録や関西徒歩会の会報などの資料を参考に、35年の構想の末に完成させた。
序から第6話までが『山と渓谷』にて2008年4月号から2009年12月号まで連載された後、単行本化のために第7話から余話までの4章が書き下ろし加筆された。